# 一色杏子
一色 杏子（いっしき きょうこ、1998年3月24日 - ）は、日本のタレント、アイドル、グラビアアイドル。 ベルエンターテイメント所属。埼玉県出身。アイドルグループ「DISDOL」、「空想アルカンジュ」の元リーダー。

## 概要
愛称は「あんこ」。ファンを「一色組（いっしきぐみ）」と呼称。
あまり公にはしていないがアニメ好きであり、自宅にはアニメキャラのフィギュアが並んでいるという。
アサ芸第3回Newフェイスグランプリで激戦の末グランプリを獲得、その他DVDの発売などグラビアの仕事もこなす。
2013年9月みさきまゆ、観月ルナと「SUPER LIPs」を結成するも翌3月に解散。
この間にALLOVERのTeamδに所属するも2014年5月22日に上記メンバーらとともに離脱。
2014年5月、椎名成美、長岡真由で「SWEET BULLET」結成。
2015年1月に舞台、グラビアに専念するために「SWEET BULLET」を卒業、一時アイドル活動から離れる。
2015年3月9日にDISSENTER DOLLS（現在の名称はDISDOL）の初期メンバーとして加入。
2015年10月20日に1stDVD「あんこちゃん」を発売。翌月8日にソフマップモバイル館で行われた購入対象者向けのリリースイベントは整理券が事前に配布終了になる満員大入りとなった。
同年11月9日にDISDOLの派生ユニット「空想アルカンジュ」の一員としてもデビュー。
2017年10月9日の川崎クラブチッタでの3rdワンマンライブをもってDISDOLを解散。

## 作品
- あんこちゃん（2015年10月20日、タスクビジュアル）
- ラブリースマイル（2015年12月23日、ラブリースマイル）
- ラブリースマイル2（2016年2月23日、ラブリースマイル）
- Amazing（2016年5月20日、タスクビジュアル）
- Cream Girl（2016年8月5日、 Cream）
- @IDOL（2016年11月25日、スパイスビジュアル）
- 制服美少女天国 (2016年12月25日、アイロゴス)
- Best of Kyoko（2017年4月21日、Cream）
- Cream Girl 一色杏子 Part2（2017年7月21日、Cream）